# Kurravaara
Kurravaara (meänkieli und schwedisch; nordsamisch Gurravárri) ist eine Ortschaft (Småort) im nordschwedischen Teil Lapplands und des Tornetales, etwa 12 km nordnordöstlich von Kiruna und 15 km flussaufwärts von Jukkasjärvi.
Der Ort liegt zwischen dem namensgebenden Berg (604 m) im Süden und dem Kallovaara im Norden in einer Einbuchtung des verbreiterten Torne älv namens Kallojärvi, an deren Nordufer sich das Nachbardorf Piksinranta befindet.
Auf einer geologisch interessanten Schnittstelle verschiedener Teile des Baltischen Schildes wurde hier in der Vergangenheit Kupfererz abgebaut. Heute bietet der Ort Transportmittel, Unterkünfte und Ferienbehausungen beiderseits des Flusses.

## Bildergalerie

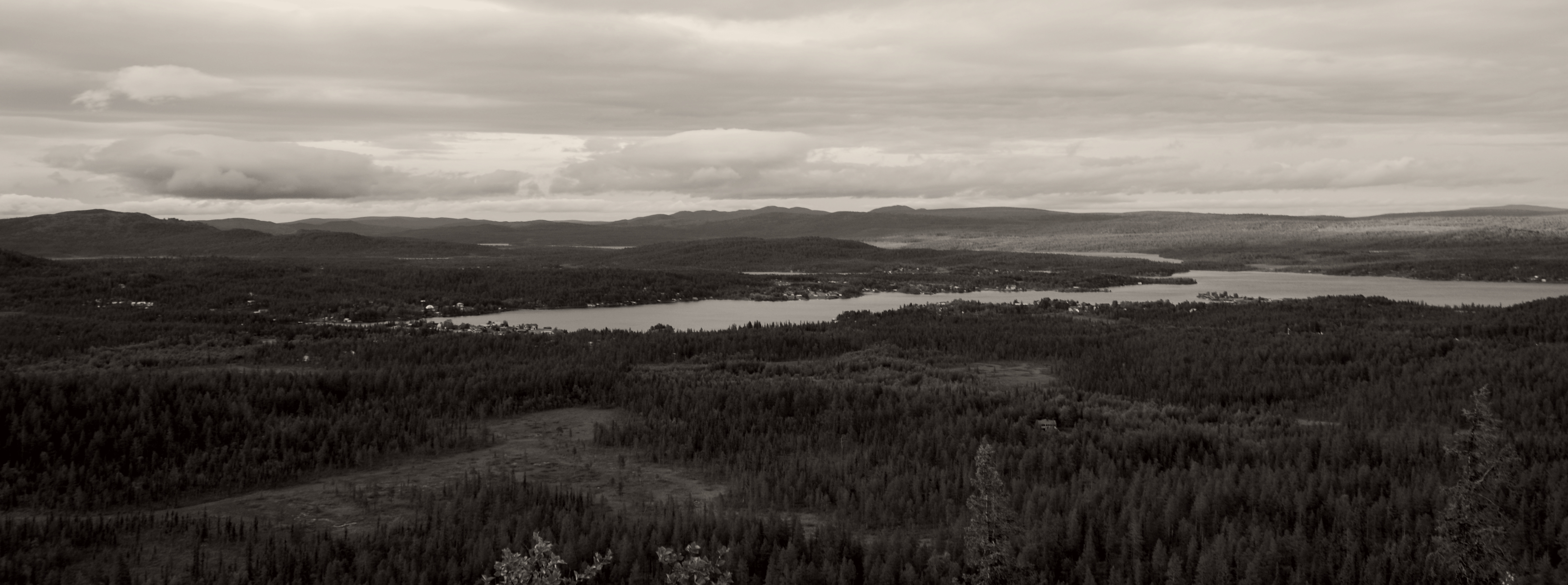
Kurravaara
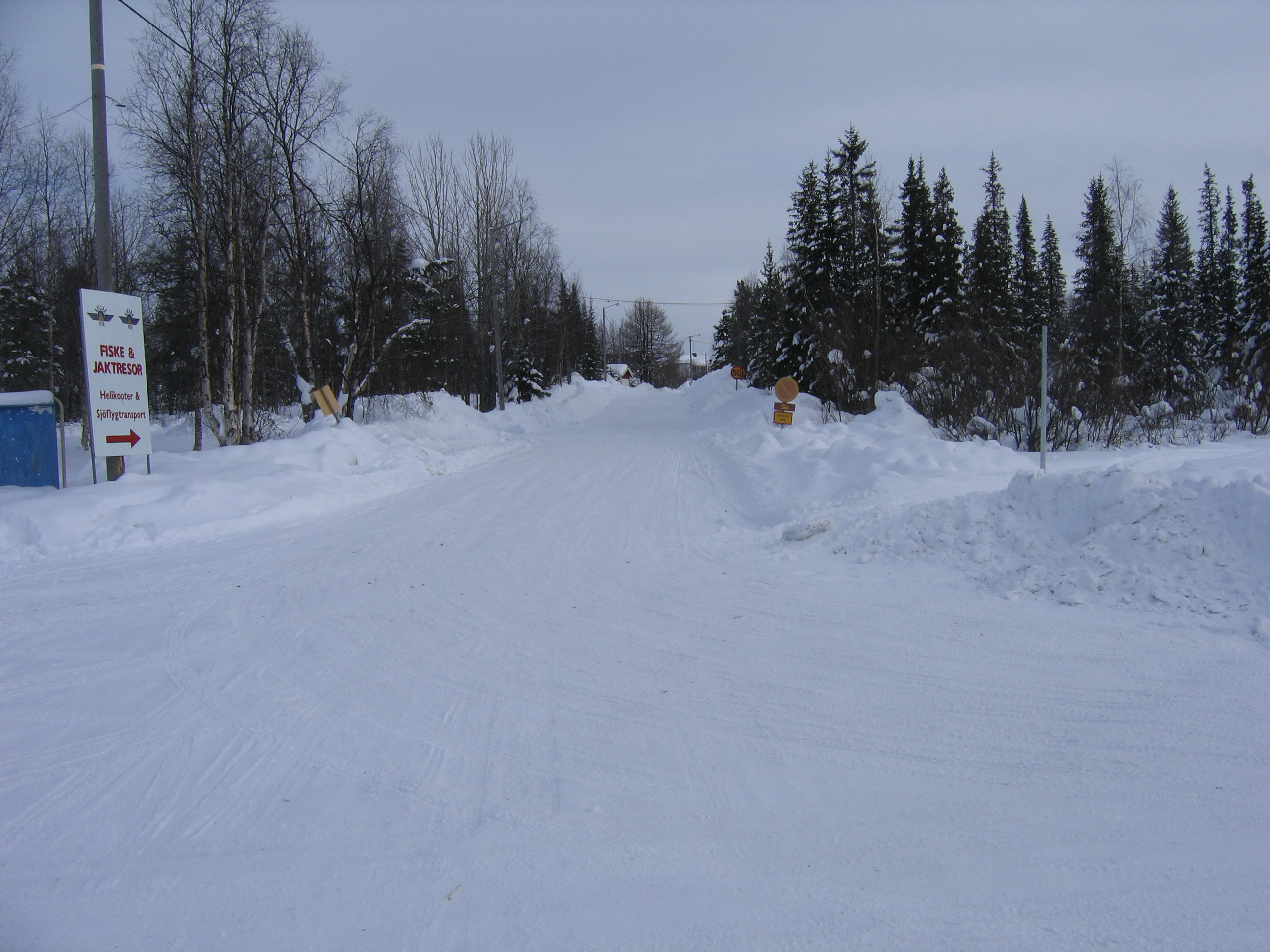
Die Straße Södra vägen im Winter

## Persönlichkeiten
- Erik August Larsson (1912–1982), Skilangläufer